# Гидроксид актиния(III)
Гидроксид актиния(III) — Ac(OH)3, неорганическое основание актиния. Получается в виде белого желатинообразного осадка при действии водного раствора аммиака или щёлочи на растворимые соли актиния. Плохо растворим в воде (2,65 мг/мл), растворим в азотной, соляной и серной кислотах.
{\displaystyle {\mathsf {3Ac^{3+}+3OH^{-}=Ac(OH)_{3}\downarrow }}}
Свежеосаждённый гидроксид актиния имеет ПР=2⋅10−19; со временем это значение сокращается до 1,26⋅10−21.
При нагревании свыше 1000 °C разлагется:
{\displaystyle {\mathsf {2Ac(OH)_{3}=Ac_{2}O_{3}+3H_{2}O}}}
Впервые соединение было получено в 1950 году, но только спустя пятнадцать лет, в 1965 году его подробно изучили и описали советские учёные Зив Д. М. и Шестакова И. А.